# Jonas Jerebko
Jonas Jerebko (* 2. März 1987 in Kinna) ist ein schwedischer Basketballspieler. Zum Zeitpunkt des NBA-Drafts 2009 war er erst der zweite in Schweden geborene Spieler in der NBA (nach Miles Simon).

## Laufbahn
Jerebko spielt seit der Saison 2005/2006 professionell Basketball. Er begann seine Karriere in seiner Heimatstadt Kinna bei Marbo Basket. Die nächste Saison verbrachte er in Luleå bei Plannja Basket und wurde mit der Mannschaft schwedischer Meister. Anschließend wechselte er in die italienische Lega Basket Serie A zu Angelico Biella, wo er von 2007 bis 2009 56 Spiele (49 davon als Starter) absolvierte. In der Saison 2008/2009 erzielte er 9 Punkte und 5,5 Rebounds im Schnitt.

### NBA
Jerebko wurde im NBA-Draft 2009 an 39. Stelle von den Detroit Pistons ausgewählt. Anschließend stand er im Sommer 2009 im Aufgebot der Pistons für die NBA Summer League. Er nahm an allen fünf Spielen der Pistons teil und stand in zwei Spielen in der Anfangsaufstellung. Er wurde hauptsächlich als Power Forward eingesetzt und kam auf eine mittlere Einsatzzeit von 28 Minuten pro Spiel. Jerebko erreichte etwas mehr als 12 Punkte bei einer Feldwurfquote von 48,5 % und 6 Rebounds pro Spiel. Gegen die Cleveland Cavaliers erzielte er mit 19 Punkten eine persönliche Sommerliga-Höchstleistung; im Spiel gegen die New York Knicks holte er 12 Rebounds.
Anfang März wurde er als Rookie des Monats Februar der Eastern Conference ausgezeichnet. Er erzielte in seiner ersten NBA-Saison 9,3 Punkte und 6,0 Rebounds pro Spiel, was auch seine bisherigen Karrierebestleistungen sind und wurde am Ende der Saison in das NBA All-Rookie Second Team berufen. Jerebko blieb bei den Pistons über vier Jahre ein wichtiger Bestandteil der Mannschaft. 
Im Februar 2015 wurde er in einem Spielertausch für Tayshaun Prince zu den Boston Celtics transferiert. Auch bei den Celtics spielte Jerebko regelmäßig 15 Minuten pro Spiel. Im Sommer 2017 wechselte Jerebko als vertragsloser Spieler zu den Utah Jazz. Im Sommer 2018 wurde der Schwede von den Golden State Warriors unter Vertrag genommen und lief für die Kalifornier im Spieljahr 2018/19 in 89 Partien auf (5,5 Punkte sowie 3,6 Rebounds pro Spiel).

### Russland
In der Sommerpause 2019 kehrte Jerebko der NBA den Rücken und nahm ein Vertragsangebot der russischen Spitzenmannschaft BK Chimki an. Im Januar 2021 verließ er die Mannschaft aus persönlichen Gründen. Ende März 2022 wurde er als Neuzugang von PBK ZSKA Moskau vermeldet. Die Mannschaft war zum Zeitpunkt der Verpflichtung aufgrund von Sanktionen im Zuge des Russischen Einmarsches in die Ukraine 2022 von der weiteren Teilnahme an der EuroLeague ausgeschlossen worden. Am Folgetag der Verpflichtung gab der schwedische Basketballverband (SBBF) nach einem Gespräch zwischen dem Verbandsgeneralsekretär Fredrik Joulamo und Jerebko bekannt, dass die Bedingungen für Einsätze Jerebkos in der schwedischen Basketballnationalmannschaft nicht mehr gegeben seien.
Im April 2024 wurde seine Verpflichtung durch den puerto-ricanischen Verein Aguada Santeros vermeldet, zuvor hatte Jerebko seit Juni 2022 kein Spiel mehr bestritten.

## Persönliches
Jerebkos Vater Chris ist US-Amerikaner russischer Herkunft und spielte Basketball für die College-Mannschaft Syracuse University und danach als Profi in Schweden. Jonas Jerebko wollte eigentlich 2005 nach Buffalo in die Vereinigten Staaten wechseln, um an der University of Buffalo spielen zu können, wo sein Vater herstammt, entschied sich jedoch gegen das College und für die schwedische Basketligan.